# Disputa fronteiriça do Alasca

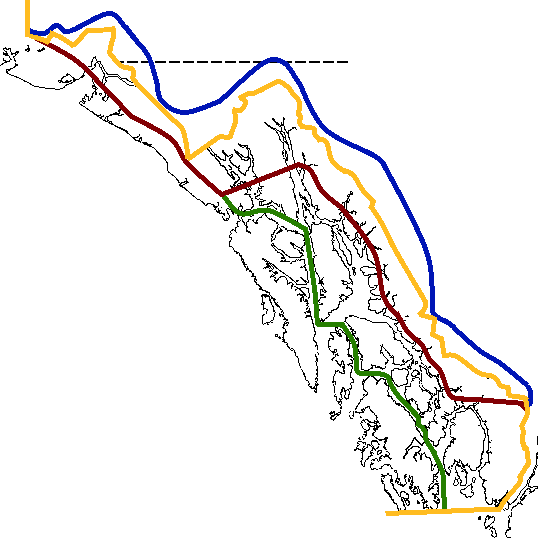
Reivindicações variadas na pequena faixa de terra do Alasca antes da arbitragem em 1903. Em azul está a fronteira reivindicada pelos Estados Unidos, em vermelho a reivindicada pelo Canadá e Reino Unido. Amarelo indica a fronteira moderna.

A disputa fronteiriça do Alasca foi uma disputa territorial entre os Estados Unidos e Canadá (na época um Domínio britânico com suas relações exteriores controladas por Londres), e em um nível subnacional entre o Distrito de Alasca no lado estado-unidense e a Columbia Britânica no lado canadense. Foi resolvida por arbitragem em 1903. A disputa foi herdada pelos Estados Unidos como consequência da Compra do Alasca e havia sido contínua entre os Impérios Russo e Britânico desde 1821.